# Gauß-Briefdatenbank

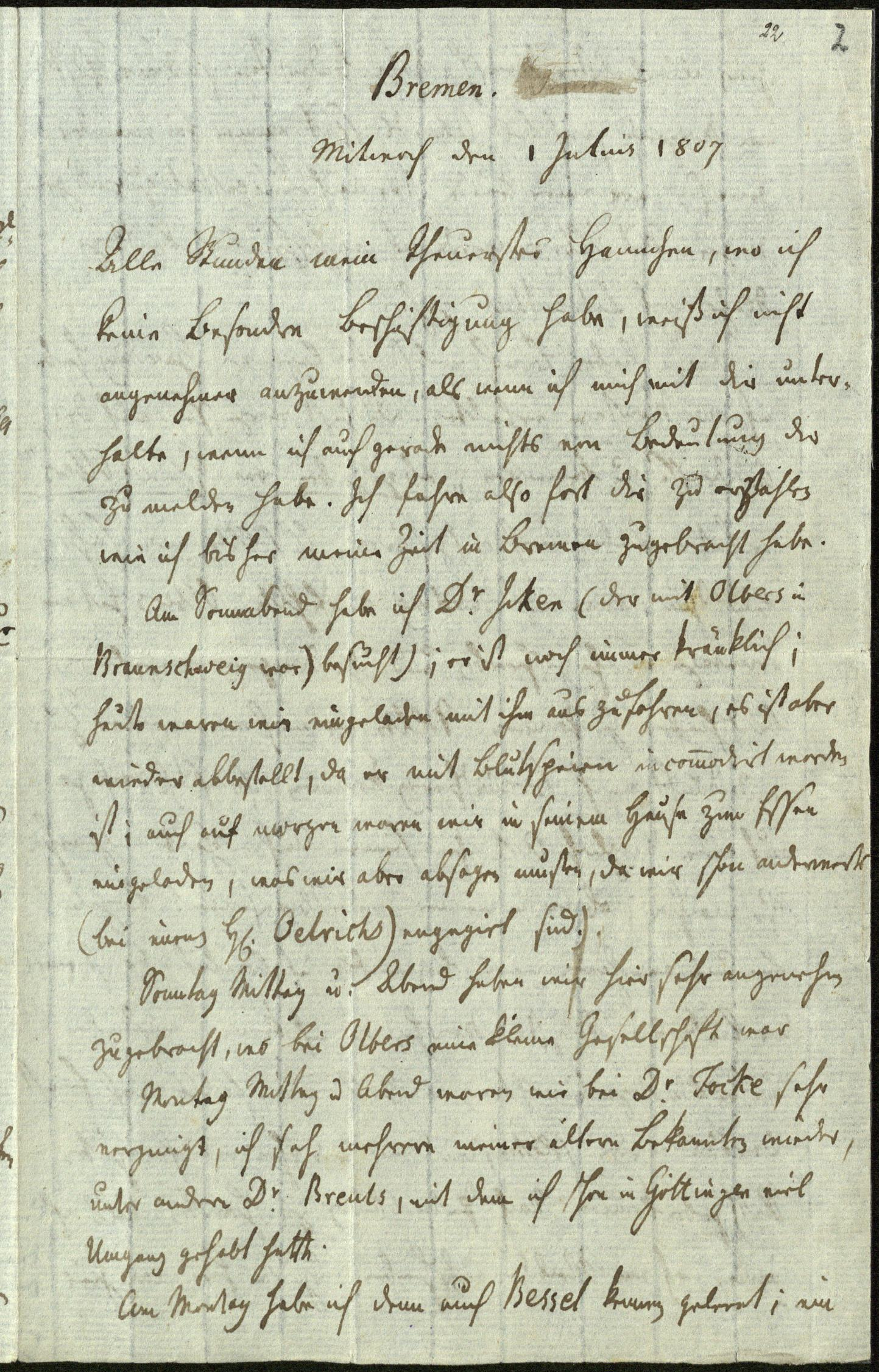
Handschrift eines Gauß-Briefes

Die Gauß-Briefdatenbank ist eine Online-Datenbank, die alle 7668 Briefe von und an Carl Friedrich Gauß enthält (Stand: 29. Januar 2018). Die Akademie der Wissenschaften zu Göttingen richtete 2016 ein Portal für die Gauß-Briefdatenbank ein, das online erreicht werden kann (siehe Weblinks).
Die Datenbank enthält auch die größeren Briefwechsel, die in gedruckter Form vorliegen, unter anderem die Briefwechsel zwischen Gauß und Bessel, Bolyai, Gerling, Humboldt, Lindenau, Olbers, Schumacher und Zimmermann. Sie umfasst auch die Privatbriefe, die Gauß mit den Mitgliedern seiner Familie ausgetauscht hat, nicht jedoch die Briefe von Mitgliedern der Gauß-Familie untereinander.
Zu jedem Brief werden folgende Angaben geliefert:
- Briefdaten: Namen der Briefpartner, Briefdatum und Absendeort
- Standort der Handschrift/Abschriften
- bibliographische Angaben über Drucke/Teildrucke
- Wiedergabe der Handschrift im Bildformat
- Wiedergabe der Druckversion im Bildformat oder Transkription der Handschrift im Textformat
- ersatzweise/zusätzlich eine kurze Inhaltsangabe

Die Grundlage der Gauß-Briefdatenbank bildet eine Datenbank des Wissenschafts- und Mathematikhistorikers Menso Folkerts, der auch die Briefdaten und einen großen Teil der Transkriptionen lieferte. Die Datenbank wird im Auftrag der Akademie der Wissenschaften zu Göttingen durch die Abteilung Digitale Bibliothek der Staats- und Universitätsbibliothek Göttingen entwickelt und gepflegt. Ein Teil der Digitalisate der Handschriften wurde durch das Göttinger Digitalisierungszentrum und das Stadtarchiv Braunschweig zur Verfügung gestellt.